# Илко Стефановски
Илко Стефановски (на македонска литературна норма: Илко Стефановски) е актьор от Република Македония.

## Биография
Роден е в 1952 година в Битоля, тогава в Кралството на сърби, хървати и словенци. Основно и средно образование завършва в родния си град, след което завършва актьорска игра във Факултета за драматично изкуство на Скопския университет в 1976 година в класа на проф. Илия Джувалековски.
Играе на младежката сцена на Битолския народен театър от малък, а след завършването на университета става член на драматичния ансамбъл на театъра.
Сред известните роли на Стефановски са Младоженецът в „Сватбата на Мара“ от Владимир Костов (1976), Фра Тимотео в „Мандрагора“ от Макиавели (1976), Йон в „Пирей“ на Петре Андреевски (1982) – смятана за една от най-добрите му роли, Ефто в „Полет на място“ на Горан Стефановски (1984), Оберон в „Сън в лятна нощ“ на Уилям Шекспир, Еврем Прокич в „Народен пратеник“ на Бранислав Нушич (1984), Лопахин във „Вишнева градина“ на Антон Чехов (1988), Фалстаф в „Довечера – Фалстаф“ на Уилям Шекспир и Русомир Богдановски, сър Тоби Белч в „Дванадесета нощ“ на Уилям Шекспир (1993), Хаджи Трайко в „Бегълка“ на Васил Ильоски (1995), Поцо във „В очакване на Годо“ на Самюъл Бекет (1998), както и роли в пиесите „Югославска антитеза“, „Патенталие и Тантелина“, „Хамлет“, „Пеш“, „Нечестивият във Философския факултет“ и многу други. Има и епизодични филмови роли.
В 2003 година Илко Стефановски е селектор на Драматичната програма на Охридско лято.
В 2006 година Стефановски получава престижната Републиканска награда „11 октомври“ за животно дело. Носител е и три пъти на наградата „Войдан Чернодрински“ и на „4 ноември“.
Умира на 6 декември 2011 година в Битоля. Погребан е в гробищата на „Света Неделя“.